# 유럽 고속도로 441호선
유럽 고속도로 441호선(European route E441)은 B-클래스급 간선도로로, 독일의 켐니츠에서 출발하여 플라우엔을 거쳐 호프까지 연결되며, 총 연장은 106km이다.

## 주요 경유지
- 독일
  - 켐니츠 : 유럽 고속도로 40호선
  - 플라우엔 : 유럽 고속도로 49호선
  - 호프 : 유럽 고속도로 51호선